# Vindornyafok
Vindornyafok là một thị trấn thuộc hạt Zala, Hungary. Thị trấn này có diện tích 3,5 km², dân số năm 2010 là 134 người, mật độ 38 người/km².